# 7378 Herbertpalme
7378 Herbertpalme este un asteroid din centura principală, descoperit pe 2 martie 1981, de Schelte Bus.